# Valdetário Carneiro
José Valdetário Benevides, conhecido como Valdetário Carneiro (Caraúbas, 7 de março de 1959 - Lucrécia, 10 de dezembro de 2003) foi um criminoso brasileiro conhecido por praticar assaltos a bancos e terrorismo na região Nordeste do país, reconhecido como precursor do neocangaço ou novo cangaço.

## Biografia
José Valdetário Benevides era filho único de Luís Cândido Benevides, descendente do casal Cândido Pedro Ramalho e Maria da Paz Carneiro, e Antônia Amabilia de Paiva, conhecida como Dona Toinha. A família Benevides Carneiro é uma das mais tradicionais do município de Caraúbas, na região Médio Oeste do Rio Grande do Norte.

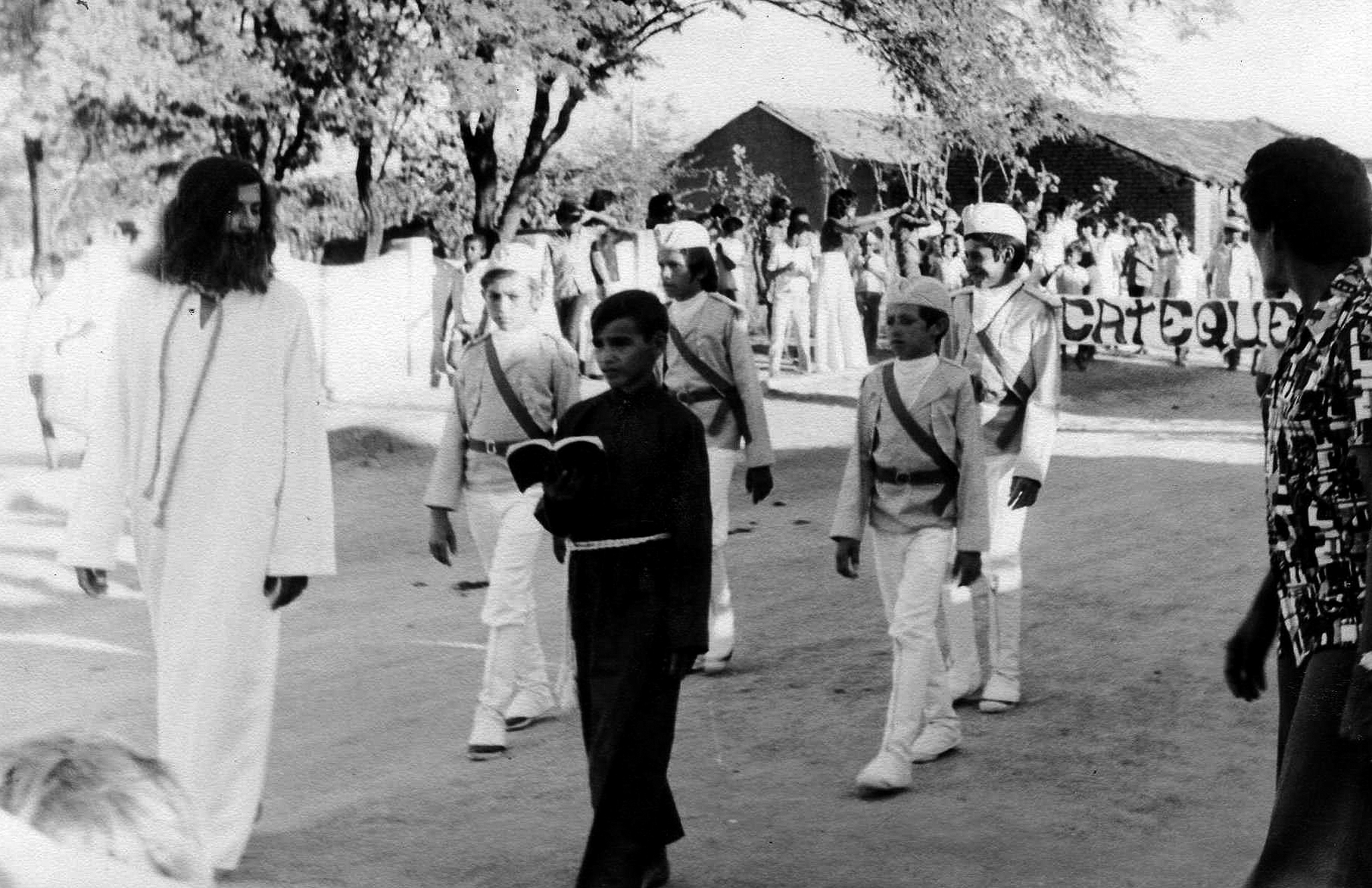
Valdetário desfilando como Tiradentes em 1972 (Foto: Acervo Familiar)

Valdetário, que mais tarde se tornaria conhecido como Valdetário Carneiro, cresceu em Caraúbas. Nos sete primeiros anos de vida, para cumprir uma promessa feita por sua mãe quando do seu nascimento, não cortou o cabelo e só vestia um hábito marrom com uma corda amarrada à cintura, em alusão ao santo católico São Francisco de Assis, fundador da Ordem dos Franciscanos.
Durante a adolescência, nos anos 1970, conta ao primo José "Dudé" Viana, cantor e compositor, que desejava ser ator de teatro e interpretar a vida do médico e guerrilheiro argentino Ernesto "Che" Guevara. No desfile cívico de 7 de setembro de 1972 em Caraúbas é convidado a interpretar Tiradentes. 
Ainda ao fim da década de 1970 inicia a trabalhar como mecânico em uma oficina da cidade-natal. Já em 1980 abre sua primeira oficina mecânica em Caraúbas.
Na mesma época conhece Marli Nascimento, dançarina de circo, com quem tem seus três primeiros filhos: Tetsumi Kitayama, Francisco Valdetário e José Valdetário. O relacionamento segue até 1983.
Em 1999, Valdetário inicia um relacionamento com Silvana Alves, com quem tem um filho: Valdetário Filho.

## Família Benevides Carneiro
A família Benevides Carneiro é registrada por envolvimentos em crimes, em especial de morte por vinganças, no Rio Grande do Norte desde a década de 1950. O caso mais notório, antes das ações criminosas de José Valdetário, diz respeito ao assalto realizado em 18 maio de 1982.
Um grupo que envolvia Luiz "Doutor" Benevides, os irmãos Maurício e Wantuil "Vanzinho" Carneiro e João "Branquinho" Benevides, entre outros, realizou um assalto na região Oeste Potiguar a um carro que conduzia 94 milhões de cruzeiros, destinados ao Plano de Emergência Contra a Seca. O assalto foi investigado pela Polícia Federal e pela Polícia Civil do Rio Grande do Norte. Todo o grupo terminou preso após uma chacina ocorrida em um sítio próximo a Caraúbas. Sidney Ferreira, carioca assaltante a bancos que participou do crime, voltou à cidade para cobrar uma parte maior na divisão e terminou sendo morto, junto com mais dois amigos e uma criança de quatro anos. O desaparecimento do grupo foi notificado aos investigadores, que chegaram até o Sítio Recanto, propriedade de Luiz Benevides, onde encontraram os corpos enterrados.
O dinheiro do crime, que ficou popularmente conhecido como "assalto dos 94 milhões" ou "assalto da emergência, seria destinado à campanha política local de Caraúbas, especificamente ao candidato Raimundo "Zimar" Fernandes, aliado político da família Benevides Carneiro. O político foi eleito, chegou a ser preso, mas não foi condenado por envolvimento no assalto.

## Prisões
Ainda em 1983, Valdetário é detido pela primeira vez, sob a suspeita de participação no furto de uma bomba hidráulica em fazenda nos arredores de Caraúbas. Desta primeira acusação não há processo judicial condenatório. Na ocasião da detenção conhece a sua segunda companheira, Aguinalda Fernandes Neta, com quem casou em 7 de fevereiro de 1984. O relacionamento do casal gera dois filhos: Luiz Neto e Layanna.
Valdetário voltaria a ser preso em abril de 1991. Ao lado dos primos "Branquinho" Carneiro e Aguinaldo "Galego" Benevides Carneiro, é detido sob a acusação de uma Ford Pampa em São Bento, na Paraíba. Valdetário termina sendo condenado a 7 anos e 6 meses de prisão, em regime fechado, e é recolhido à Cadeia Pública de Campina Grande. 
Em 6 de novembro de 1992, junto ao primo "Galego" Carneiro, é resgatado por outros membros da família após participar de uma audiência judicial em São Bento.  
Até 17 de outubro de 1995 cumpre pena na Paraíba, quando é transferido para Caraúbas, por bom comportamento. Familiares alegam que a prisão e eventual condenação se dá em virtude de perseguições políticas. O veículo roubado foi encontrado tempos depois em Aracati, no Ceará, com um homem que confessou o crime. Concomitante, ainda enquanto Valdetário cumpria pena o proprietário da Pampa, Geraldo Francisco dos Santos, foi assassinado, crime que terminou sendo novamente imputado a ele e a seu primo "Galego". Em 27 de janeiro de 2013, a Justiça inocentou ambos do crime.   

## Novo Cangaço
Após ser solto, retoma por algum tempo o trabalho como mecânico na cidade-natal. Por volta de 1996 é envolvido em nova acusação de participação em assalto, desta vez em Mossoró. De acordo com relatos de pessoas envolvidas com o caso, Valdetário resolve procurar os assaltantes e os faz devolver o produto do roubo - R$ 10 mil e um veículo, já desmontado.
Na sequência deste episódio, José Valdetário Benevides larga a vida em Caraúbas como mecânico e torna-se assaltante a banco. Processos judiciais e relatos policiais apontam que Valdetário e a quadrilha aturam, além do Rio Grande do Norte, em estados nordestinos como Ceará, Paraíba, Pernambuco, Piauí, Alagoas e Sergipe. O grupo que Valdetário passou a liderar tinha entre os principais nomes o seu primo Francimar "Cimar" Carneiro, o ex-policial militar Aroldo de Morais, Arivone "Baleado" Gonçalves, Almir José "Paraguai" da Costa e Pedro "Velho" Rocha Filho.
A quadrilha de assaltantes imprime um estilo que viria a ser definido como neocangaço por pesquisadores como Edmilson Lopes Júnior, professor da Universidade Federal do Rio Grande do Norte, no artigo "Os cangaceiros viajam de Hilux: as novas faces do crime organizado no interior do Nordeste do Brasil", publicado em 2013.
A modalidade de atuação criminosa consiste na dominação das cidades, com armamento de grosso calibre, incluindo fuzis, e veículos 4x4, atentando contra as forças policiais.
O grupo encabeçado por Valdetário, além dos assaltos a bancos, em homicídios contra inimigos, especificamente da família Simião Pereira, também residente na cidade de Caraúbas. 
Em 23 de dezembro de 1999, após mais uma fuga proporcionada por um resgate feito pelos comparsas da quadrilha, Valdetário participa da morte do médico João Pereira, na praça pública São Sebastião, no centro de Caraúbas. O médico é atingido por 38 tiros e a enfermeira Walkíria Batista Dantas da Cunha, que acompanhava o médico, também é atingida e morre em um hospital de Mossoró.
Pouco menos de dois anos depois, em 7 de novembro de 2001, é assassinado o médico e capitão da reserva da Polícia Militar Aguinaldo Pereira, irmão de João e que na ocasião era o prefeito de Caraúbas. O carro do prefeito é emboscado em uma estrada próxima ao município e fuzilado com diversos tiros. Além de Aguinaldo, também são mortos Antônia da Nóbrega Gurgel, esposa do prefeito, e os policiais militares Ronaldo Rafael da Silva (sargento) e Cláudio Pereira do Nascimento (soldado), que faziam a segurança do prefeito. A perícia encontra mais de 100 projéteis na cena do crime, de cinco calibres diferentes (.556, .30, .12. .40 e .380).

### Fuga de Alcaçuz
Após ser preso em Monteiro, na Paraíba, no dia 4 de junho de 2000, em uma operação da Polícia Federal, José Valdetário é encaminhado à Penitenciária de Alcaçuz, em Nísia Floresta. Inaugurado em março de 1998, o presídio era tido, então, como uma unidade de segurança máxima. Além de Valdetário, do grupo criminoso dos Carneiros também estavam recolhidos em Alcaçuz figuras como "Cimar" Carneiro e Leodécio "Diamor" Reinaldo Pereira.
O trio e outros 26 presos fogem no dia 4 de novembro daquele ano. O resgate foi feito à noite por comparsas de Valdetário com o uso de fuzis, metralhadoras, explosivos e granadas, que neutralizaram a guarda do presídio. Esta seria a maior fuga da história do presídio até janeiro de 2012, quando 41 presos escaparam da unidade.   

### Assalto aMacau
Outra ação cinematográfica empenhada por Valdetário e seu bando ocorreu em Macau. O município potiguar é reconhecido por sua produção de sal marinho e sua geografia incomum, que proporciona apenas uma via de entrada e saída da cidade.
A situação geográfica favoreceu o assalto triplo empreendido pela quadrilha em 4 de junho de 2002. O grupo formado por 15 homens sitiou a cidade e saqueou as agências da Caixa Econômica Federal e dos bancos do Brasil e do Nordeste.
Durante o assalto, o delegado da Polícia Civil Robson Luiz Medeiros Lira é alvejado por tiros disparados pelos criminosos e morre no local. O delegado Antônio Teixeira Júnior também é atingido, mas sobrevive ao ataque.

#### Linha Direta
Em 24 de julho de 2003, Valdetário foi personagem de uma edição do programa Linha Direta, exibido pela TV Globo em rede nacional. O episódio apresentado por Domingos Meirelles relata as ações da quadrilha e os retrata como uma espécie de novos cangaceiros, trazendo relatos de policiais e de um membro da família Simião Pereira.

## Morte
Valdetário, sua companheira Silvana Alves e o filho recém-nascido do casal instalaram-se, no fim de novembro de 2003, em um sítio na zona rural de Lucrécia. O plano do casal era mudar-se para o estado do Maranhão até o fim daquele ano.
Nas primeiras horas de 10 de dezembro de 2003, um grupo de policiais militares e civis realiza um cerco ao local. Ao perceber a ação, Valdetário tenta fugir e é atingido por diversos tiros. O corpo é levado a uma unidade de saúde do municípios e, posteriormente, ao Instituto Técnico-Científico de Polícia, em Mossoró. O sepultamento foi realizado em Caraúbas. 

## Cultura Popular
A vida de Valdetário Carneiro é objeto de um documentário, produzido pela Caboré Audiovisual, ainda a ser lançado.
O caraubense também serviu de inspiração para a construção da história da série audiovisual Cangaço Novo, lançada pela Amazon Prime Video em agosto de 2023.
A história também foi relatada em livro escrito pelos jornalistas Paulo Nascimento e Rafael Barbosa, intitulado "Valdetário Carneiro - a essência da bala", com a 1ª edição publicada em 2013 e a reedição, por meio digital, em 2022.